# Across the Universe
《Across the Universe》(穿越苍穹)是一首英国摇滚乐队披头士乐队的歌曲。歌曲由约翰·列侬创作，但按惯例标记为列侬–麦卡特尼共同创作。 歌曲于1969年首次收录在群星慈善合辑《No One's Gonna Change Our World》中。随后在1970年，歌曲的另一个版本被收录在乐队最后一张发行的专辑《Let it Be》中。